# Гагана
Гагана — в русской мифологии: птица с железным клювом и медными когтями, живущая на острове Буян и охраняющая чудесный камень Алатырь. В книге Буйновой «Дети Сварога» говорится, что от этой птицы пошли все остальные птицы на земле. Умеет колдовать и творить чудеса и, если правильно к ней обратиться, может помочь человеку. Но самое удивительное то, что она единственная во Вселенной способна давать молоко.